# Zacco chengtui
Zacco chengtui és una espècie de peix cipriniforme de la família dels ciprínids que es troba a Sichuan (Xina).